# Anton Nouri

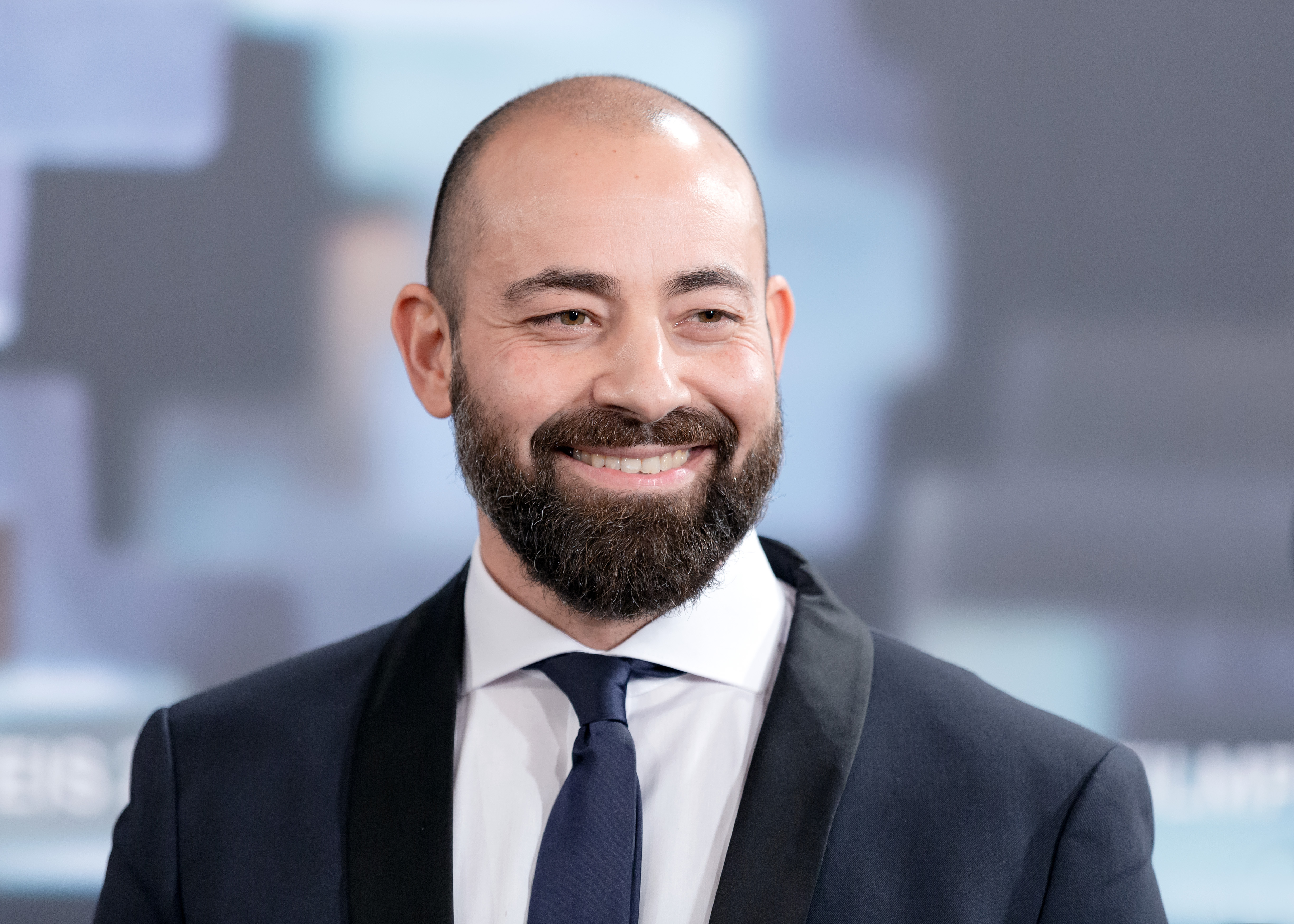
Anton Nouri (2019)

Anton Nouri (Waidhofen an der Ybbs, 23 aprile 1975) è un attore austriaco.

## Filmografia

### Cinema
- Grauzone, regia di Karl Bretschneider (2004)
- Die dritte Minute, regia di Christian Mehofer (2004)
- Ainoa, regia di Marco Kalantari (2005)
- Murder Mystery, regia di Sebastian Mattukat (2008)
- 22:43, regia di Markus Hautz (2010)
- Postcard Mafia, regia di Gregorius Grey (2011)

### Teatro
- Hexenjagt, regia di Christian Joan (1998)
- Der Kaufmann von Venedig, regia di Camelia Tino (1998)
- Ende gut alles gut, regia di Camelia Tino (1998)
- Der Zerissene, regia di Adi Straßmayr (1999)
- Mirandolina, regia di Tino Geirun (1999-2001)
- Der Besuch der alten Dame, regia di Ulf Dückelmann (2001)
- Draussen vor der Tür, regia di Ines Ganahl (2001)
- Das Spiel von Leben und Tod in der Aschenwüste, regia di Ulf Dückelmann (2002)
- Die Verdunkelung, regia di Szusa David (2002)
- Amerika, regia di Tino Geirun (2002-2003)
- Utopie Familie, regia di Dana Csapo (2003)
- Zoostory, regia di Ulf Dückelmann (2002-2004)
- Der Prozess v. Fr. Kafka, regia di Tino Geirun (2002-2004)
- Maria Stuart, regia di Veronika Rignal (2004)
- Dämonen, regia di Veronika Rignal (2005)
- Das Fest, regia di Ulf Dückelmann (2007)
- Der Alltag des Bösen, regia di Ulf Dückelmann (2009)

### Televisione
- La strada per la felicità (Wege zum Glück) – serial TV, 432 puntate (2005-2007)
- Der Winzerkönig – serie TV, episodio 3x08 (2010)
- Isenhart, regia di Hansjörg Thurn (2011)